# Stéphanie Vivenot
Stéphanie Vivenot (nacida el 26 de marzo de 1970 en Chenôves, Francia) es una exjugadora de baloncesto francesa. 